# صلاح الوافي
صلاح الوافي (مواليد 9 مارس 1981، تعز، اليمن) هو ممثل ومنتج ومؤلف ومخرج يمني بدأ مسيرته الفنية في سن مبكرة عام 1997. حاصل على جائزة أفضل ممثل مسرحي لعام 2002، وقد عمل أيضا بالإنتاج والتأليف، وله عدة أعمال كتبها بنفسه، قام ببطولة عدة مسلسلات طوال مسيرته منها: كيني ميني، الصهير صابر، الدلال، غربة البن وغيرها من الأعمال. 

## النشأة
ولد صلاح الوافي في 3 مارس 1981، بمحافظة تعز ودرس في ثانوية تعز. التحق بجامعة تعز ودرس السياحة بدأت موهبة صلاح الوافي في التمثيل منذ صغره حيث كان يجيد الارتجال وبداياته كانت على المسرح المدرسي.

## مسيرته الفنية
بدأ صلاح الوافي التمثيل من المسرح المدرسي وشارك في مسابقة المسرح في صنعاء وفي عدن، وحاز على المركز الأول فيها. في 2002 انضم إلى المسرح الجامعي وقدم فيه أعمالا مختلفة. أسس فرقة المجد ورأسها لاحقا وكانت الفرقة تحيي المهرجانات وكذلك الحفلات.

## البدايات والنجومية
بدأ حياته بأدوار صغيرة في عدد من المسلسلات مثل مسلسل الأطفال كشكوش، إلى أن قدم دور بطوله مسلسل حلوم وسلوم في الفضائية اليمنية 2004، أصبح الوافي مع الوقت من نجوم الصف الأول، خصوصًا بعد أن قام ببطولة مجموعة من المسلسلات جعلته نجمًا جماهيريًا، وحققت وحققت مسلسلاته نجاحات كبيرة ونسب مشاهدات عالية كمسلسل همي همك والصهير صابر وصولا إلى غربة البن والذي كان نقله نوعية في الدراما اليمنية.

## المسرح
لعب المسرح في حياة صلاح الوافي دورا كبيرا في صقل موهبته منذ أيام المسرح العالمي في صنعاء، وفي مسرح الشارع، وهذا ما جعل منه ممثل متمرس لأداء جميع الأدوار ومن أبرز الأعمال التي لعب بطولتها مسرحية (والحل يا ناس) وشارك فيها أربعين ممثلا مسرحيا، وتعد من المسرحيات التي لاقت رواجا كبيرا، ويعد الوافي مخرج لما يزيد عن 90% من مسرحياته.

## المناصب
- مساعد نقابة الفنان والمهن التمثيلية فرع تعز.
- مسؤول العلاقات العامة جميعة الفنانين اليمنيين صنعاء.
- عضو الهيئة الإدارية لجميعة الفنانيين.
- رئيس فرقة المجد.
- مؤسس ومدير عام شركة الوافي للإنتاج الفني والإعلامي.
- مؤسس ومدير عام مركز الوافي للتدريب.[2]

## الإنتاج
أسس الفنان صلاح الوافي شركة الوافي للإنتاج الإعلامي ومن خلالها أنتج عدة أعمال مسرحية، وأنتج في آخر أربع سنوات أهم المسلسلات التي لاقت رواجا كبيرا، هفة الجزء الأول والثاني ومسلسل الدلال ومسلسل غربة البن.

## التأليف
شارك في تأليف العديد من المسرحيات والمسلسلات بداية من كيني ميني الجزء الخامس وكذلك هفة بجزئية والدلال وغربة البن بجزئية.

## حياته الشخصية
متزوج من السيدة سهير أحمد المقطري ولديهم أربعة أبناء رنا، ريم، أسامة، رنيم.

## أعماله الفنية

### تمثيل

#### الأعمال التلفزيونية
| العمل               | الشخصية             | المشاركين | العام                        |
| ------------------- | ------------------- | --- | ---------------------------- |
| دروب المرجلة        | شاهين               | أشواق علي ، سمير قحطان، هديل مانع ، نوال عاطف ، شروق، نوال إسماعيل، زيدون العبيدي. | 2024                         |
| أرزاق               |                     | فهد القرني ، شمياء محمد ، أماني الذماري، سمير قحطان، حسن الجماعي زين العابدين، محمد الأموي. | 2023                         |
| خارج التغطية        | فرحان               | سالي فؤاد، حسن غالب، عصام القديمي، أمل إسماعيل، عبير عبدالكريم، حسن الجماعي، محمد نعمان. | 2023                         |
| غربة البن (1-2)     | عبدالوكيل           | محمد قحطان - سالي حمادة - حسن الجماعي - شروق سعيد - عمار العزكي - توفيق الأضرعي | 2019، 2020                   |
| مسلسل الدلال        | أنور                | محمد قحطان - سالي حمادة - حسن الجماعي - اماني الذماري | 2018                         |
| هفة (1-2)           | عبود                | محمد قحطان - أماني الذماري - توفيق الأضرعي - يحيى إبراهيم - إبراهيم شرف - حسن الجماعي | 2016، 2017                   |
| الصهير صابر (1-2)   | صابر                | كمال طماح - أماني الذماري - خالد البحري - رويدا ربيح -حذيفة داوود - سالي حمادة - كمال طماح | 2014، 2015                   |
| بيت المداليز        | مأمون حمادي         | محمد قحطان - سالي حمادة -خالد الجبري -عدنان الخضر - أماني الذماري - منى علي - مروان المخلافي | 2015                         |
| ملح وسكر            | نعمان               | محمد قحطان - منال المليكي - حسن الجماعي - حسن علوان - سمير قحطان - غيداء جمال | 2014                         |
| همي همك (1-2-3-4-5) | عوض، ساري مقبل، صقر | فهد القرني - قاسم عمر - محمد قحطان - رانيا بشور - خديجة سليمان - غصون طحان - نبيل الانسي - حسن علوان - بدرية طلبة - علي الحجوري - عدنان الخضر - فتحيه ابراهيم - محمد علي قاسم - عبدالله الوجيه - محمد الذيباني | 2013، 2012، 2011، 2010، 2009 |
| حارة دبش            | عبده حيرو           | فهد القرني - عادل سمنان - محمد علي قاسم - عبدالكريم مهدي - خالد الجبري | 2011                         |
| كيني ميني (5-4-3-2) | شخصيات متعددة       | عبد الكريم الأشموري - عادل سمنان - منى الأصبحي - سحر الأصبحي - يحيى الحيمي - نبيل حزام | 2009، 2008، 2007، 2006       |
| خلطة ما فيها غلطة   | شخصيات متعددة       | | 2007                         |
| موضة ولا فوضه       | شخصيات متعددة       | | 2005                         |
| حلوم وسلوم          | حلوم                | | 2004                         |
| كشكوش               |                     | | 2003                         |

#### الأعمال المسرحية
| والحل يا ناس | بجاش والخليفة | المارد                                     | فنان بالغصب                 |
| رحلة حمود    | بعدين يا عرب  | علموني (عن تعليم الطفل وتعنيف الأطفال)     | مسرحية سهيل للتنمية الريفية |
| الدم العربي  | القشاش        | دمية براء (عن زواج القاصرات وتعليم الفتاة) | مستقبل زاهر                 |
| ------------ | ------------- | ------------------------------------------ | --------------------------- |

### تأليف
| مسلسل غربة البن (1-2) | مسلسل الدلال      | مسلسل هفة (1-2) | مسلسل الصهير صابر (1-2) |
| مسلسل كيني ميني 5     | مسلسل ملح وسكر    | مسلسل همي همك 2 | بجاش والخليفة           |
| مسلسل حارة دبش        | مسرحية الحل ياناس | رحلة حمود       | فنان بالصدفة            |
| الدم العربي           | القشاش            | المارد          | مستقبل زاهر             |
| بعدين يا عرب          |                   |                 |                         |

### إنتاج
| مسلسل غربة البن (1-2) | مسلسل الدلال           | مسلسل هفة (1-2)                       |
| مسرحية والحل يا ناس   | برنامج لمة حبايب (1-2) | برنامج ذاكرة الفن مع الفنان أيوب طارش |
| مسرحية فنان بالغصب    | مسرحية علموني          | مسرحية دمية براءة                     |

### إخراج
مسرحية والحل يا ناس

### أعمال أخرى
إنتاج وإعداد أوبريت صفحة جديدة.